# Résidus de traitement de conversion de l'uranium

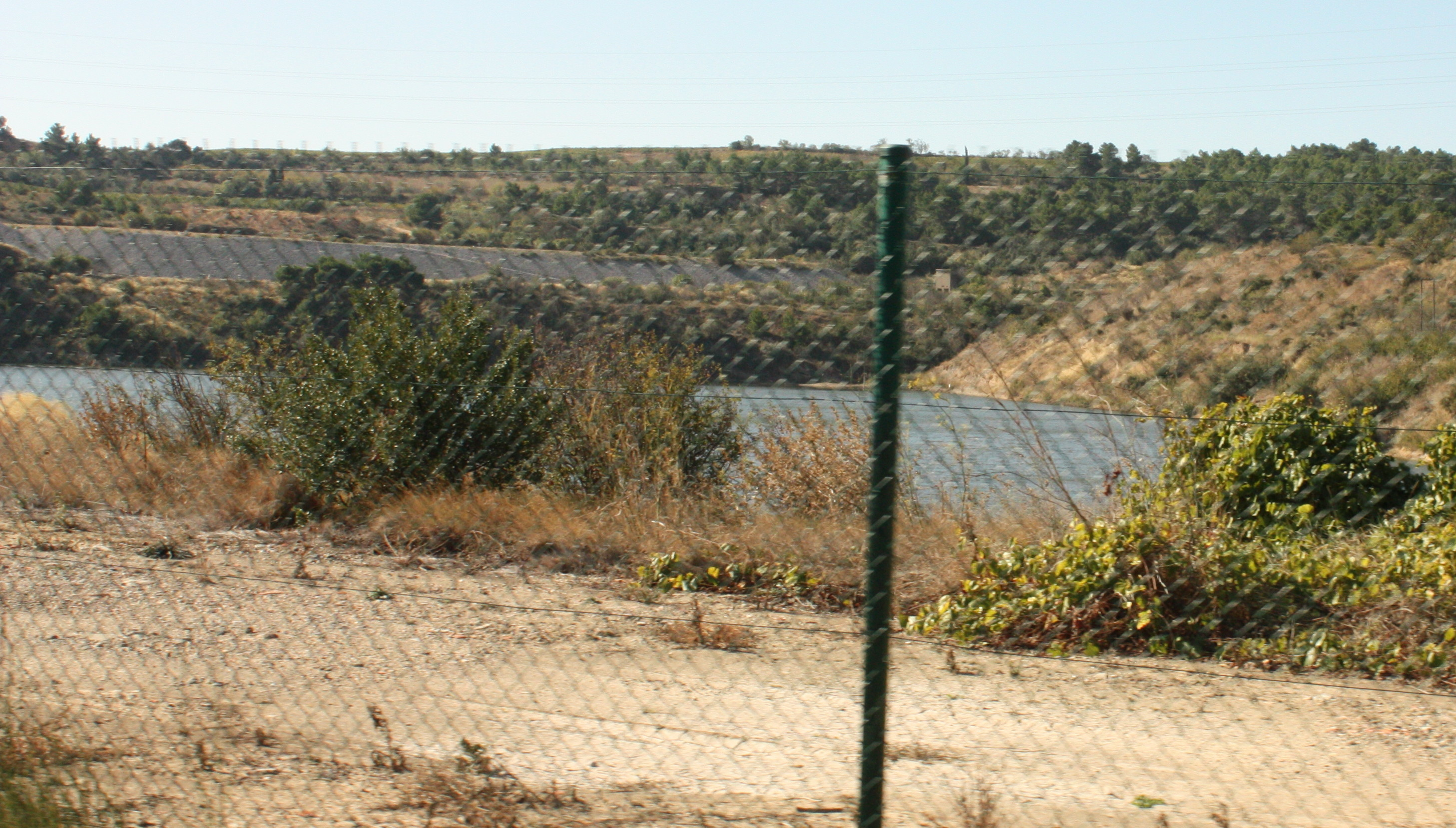
Un des bassins de l'usine Areva Malvési contenant des RTCU

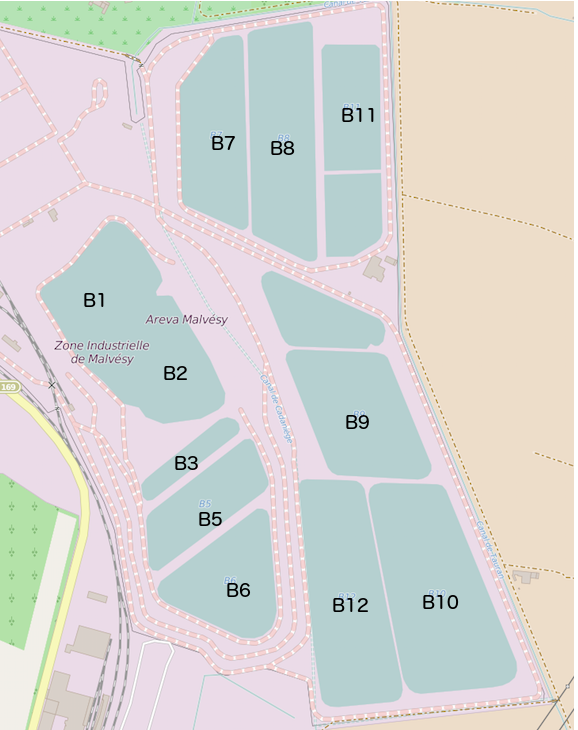
Carte des bassins de l'usine de Malvési.

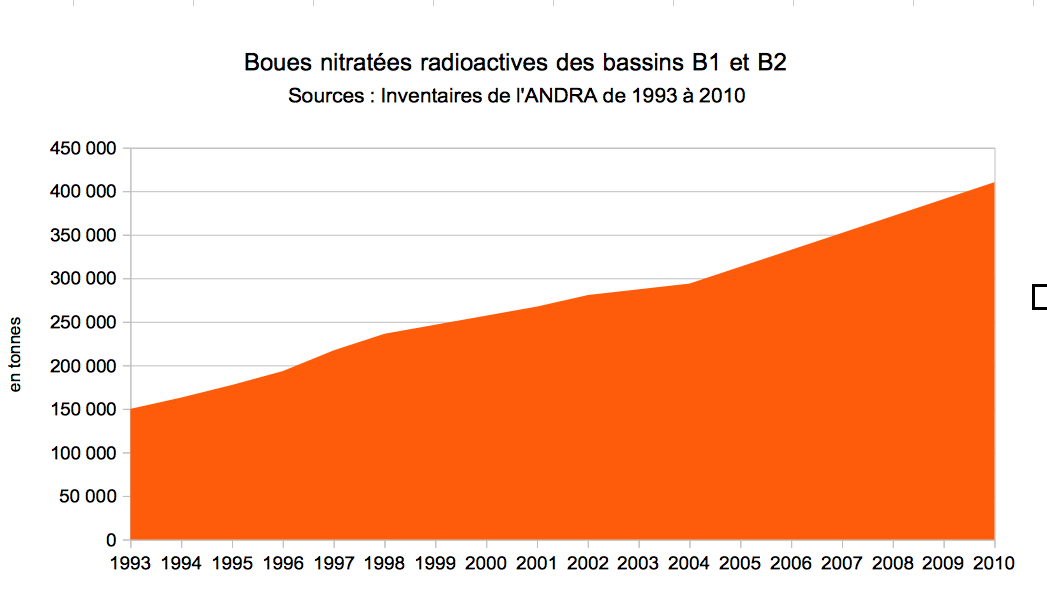
À partir de 1993, l’ANDRA recense les déchets radioactifs entreposés dans des bassins de décantation du site en se basant sur les déclarations de l'exploitant Comurhex

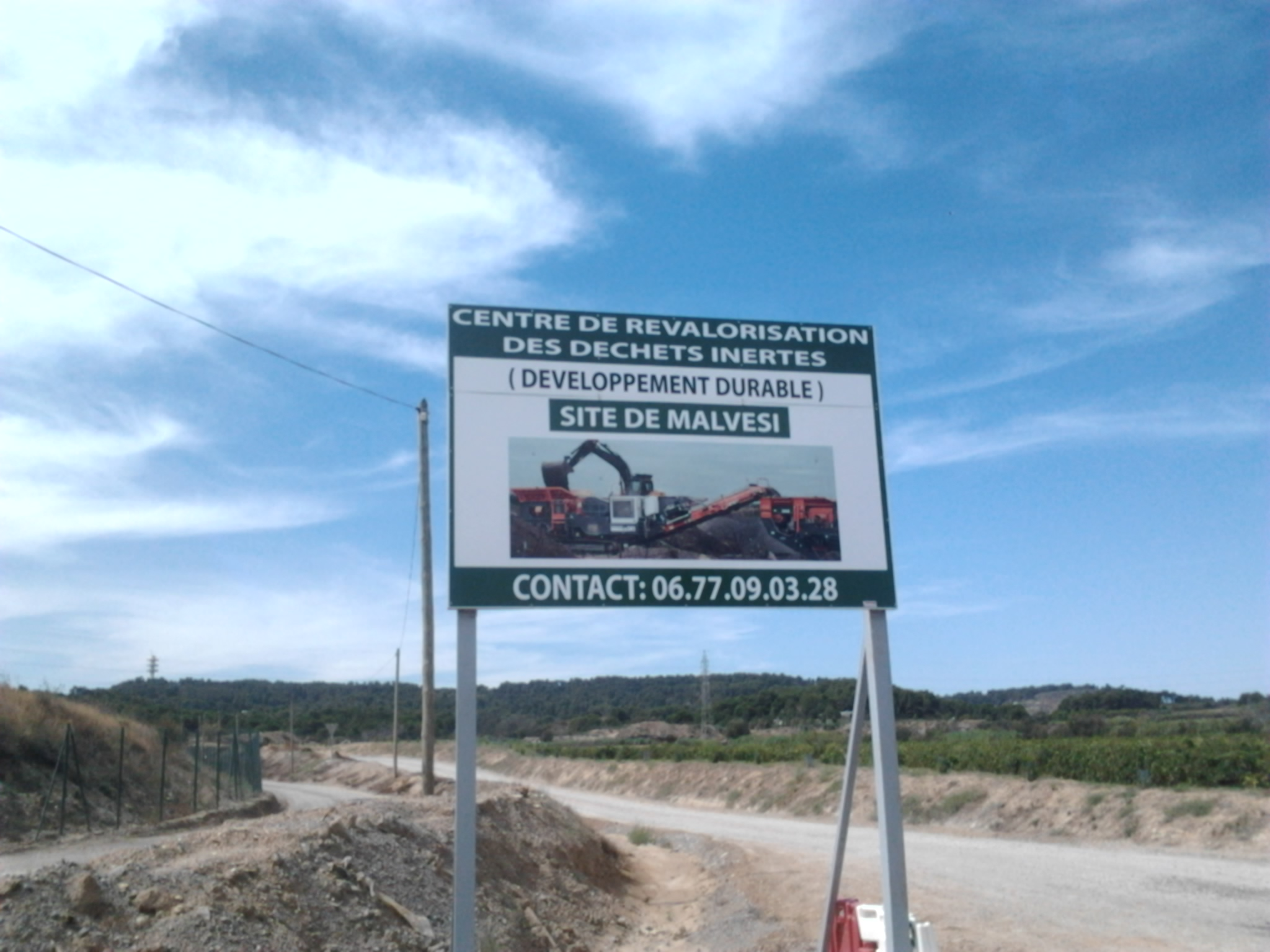
Pancarte située sur la Route de Malvési au nord de l'usine

Les résidus de traitement de conversion de l'uranium (RTCU) sont des déchets nucléaires produits lors du raffinage et de la conversion des concentrés d'uranium à l'usine Areva Malvési à Narbonne dans l'Aude. Ils sont stockés dans des bassins attenants à l'usine, dont les deux premiers B1 et B2  forment l'installation nucléaire de base (INB) d'entreposage confiné de résidus issus de la conversion (ECRIN).

## Inventaire
Selon l'inventaire de l'Agence nationale pour la gestion des déchets radioactifs (ANDRA) arrêté au 31 décembre 2015, les RTCU représentent un volume d'environ un million de mètres-cubes, dont environ 450 000 m3 de sédiments radioactifs et 390 000 m3 d'effluents liquides nitratés radioactifs, auxquels s’ajoutent 200 000 à 300 000 m3 de stériles miniers et boues contaminées par des infiltrations souterraines,. Les données détaillées de cet inventaire sont regroupées dans le tableau suivant :
| Natures des déchets RTCU                  | Volume       | Poids     | Activité     | Radionucléide(s)                                                              |
| ----------------------------------------- | ------------ | --------- | ------------ | ----------------------------------------------------------------------------- |
| Déchets solides B1 et B2 (ECRIN)          | 238 585 m3   | 410 366 t | 89 110 GBq   | plutonium 238 à 242, américium 241, neptunium 237, uranium, thorium 230       |
| Déchets de couverture de B1 et B2         | 43 000 m3    | 76 540 t  | 5 820 GBq    | uranium, thorium 230                                                          |
| Déchets solides sous B3                   | 22 890 m3    | ?         | 75 GBq       | uranium 238, uranium 235, uranium 234, radium 226                             |
| Déchets solides B5                        | 23 066 m3    | 28 602 t  | 6 300 GBq    | uranium 238, uranium 235, uranium 234, thorium 230, radium 226                |
| Déchets solides B6                        | 44 434 m3    | ?         | 8 190 GBq    | uranium 238, uranium 235, uranium 234, thorium 230, radium 226                |
| Déchets solides bassin de régulation      | 60 000 m3    | ?         | 410 GBq      | uranium                                                                       |
| Déchets solides zone G                    | 15 000 m3    | 9 300 t   | 14,2 GBq     | Uranium                                                                       |
| Sous-total déchets solides                | 446 975 m3   | ?         | 109 919 GBq  |                                                                               |
| Effluents nitratés radioactifs (B7 à B12) | 385 213 m3   | ?         | 1 140 GBq    | uranium 238, uranium 234, thorium 232, thorium 227, radium 226, technétium 99 |
| Stériles miniers contaminés               | 300 000 m3   | ?         | > 1 Bq/g     | uranium                                                                       |
| Total                                     | 1 132 188 m3 | ?         | >111 059 GBq |                                                                               |

En volume, les boues des bassins de décantation (B1 à B6) représentent 40 % des déchets, les effluents des bassins d'évaporation (B7 à B12) 32 % et les stériles miniers contaminés 28 %. En activité (Becquerels), les boues des bassins de décantation représentent 99% et les effluents 1 %.
En novembre 2006, la Commission de Recherche et d’Information Indépendantes sur la Radioactivité (CRIIRAD) publie un rapport selon lequel l’inventaire des substances radioactives publié par l’ANDRA est opaque et incomplet. Par la suite, l'inventaire publié en 2012 mentionne la présence de plutonium et de radium-226 dans les bassins B1 et B2 de Malvési.
Selon l'ANDRA, pendant les 20 prochaines années, le site de Malvési produirait 4 375 m3 par an de résidus radioactifs solides supplémentaires. Entre la fin de l'année 2010 et la fin 2012, l'exploitant Areva indique que les bassins ont accumulé 36 500 m3 d'effluents liquides additionnels et 14 000 m3 de déchets solides supplémentaires.
Selon les inventaires des RTCU publiés en 2012 et 2015 par l'Andra, en trois ans les bassins ont accumulé 33 013 m3 d'effluents liquides additionnels et 62 401 m3 de déchets solides supplémentaires (dont 43 000 m3 de déchets de couverture des bassins B1 et B2),.

## Bassins d'entreposage de solides (B1 à B6)
D'après les données de l'enquête publique du projet Comurhex 2 effectuée en 2009,  la capacité réglementaire des bassins B1 à B6 est alors de 645 000 tonnes. Ces boues contiennent de l'uranium (328 tonnes en 2007), mais les bassins B1-B2 contiennent aussi des transuraniens (plutonium, américium, ...) en raison du traitement à Malvési de nitrate d'uranyle provenant du traitement du combustible nucléaire usé à l'usine d'extraction du plutonium de Marcoule puis l'usine de la Hague entre 1960 et 1983.

## Bassins d'entreposage de liquides (B7 à B12)
Les bassins d'évaporation B7 à B12, d'une superficie de 20 ha, contiennent eux-aussi des radioéléments issus de la période de conversion d'uranium de retraitement, notamment le Technétium 99, le Radium-226 et à ses descendants (dont le radon, un gaz lourd connu pour favoriser le cancer du poumon).

## Projet de traitement des nitrates
Du 5 septembre au 5 octobre 2016 s'est tenue une enquête publique pour autorisation d’exploiter du projet TDN (traitement des nitrates) de l’usine Areva Malvési.
Lors de cette enquête sont annoncées les caractéristiques moyennes, chimiques et radiologiques, des effluents des bassins d'évaporation, qui doivent être traités par l'installation.
| Ion            | Concentration | Unité |
| -------------- | ------------- | ----- |
| Nitrates NO3−  | 450/550       | g/L   |
| Chlorures Cl−  | 2,3/3,7       | g/L   |
| Sulfates SO42− | 0,900/2,6     | g/L   |
| Uranium        | 0,06/0,27     | mg/L  |
| Ammonium NH4+  | 45/71         | g/L   |
| Calcium Ca2+   | 70/92         | g/l   |
| Sodium Na+     | 26/45         | g/L   |
| Potassium K+   | 9/19          | g/L   |

| Radionucléides                              | Valeur d'activité (Bq/L) | Valeur d'activité (Bq/L) | Pourcentage |
| ------------------------------------------- | ------------------------ | ------------------------ | ----------- |
|                                             | Valeur moyenne           | Valeur maximale          | %           |
| Activité totale                             | 7177                     | 13242                    | 100%        |
| Activité due au Tc-99                       | 4138                     | 8250                     | 58 à 62%    |
| Activité due au Ra-226 et à ses descendants | 2925                     | 4806                     | 35 à 40%    |
| Activité due à l'uranium                    | <0,5                     | <1                       | <0,01%      |

L'association Rubresus  émet un avis défavorable en raison du risque élevé de pollution de l'air. L'association Eccla met en évidence la surconsommation de ressources (eau, gaz, charbon, électricité, etc.). L'enquête se conclut par un avis favorable du commissaire enquêteur et une autorisation de la préfecture de l'Aude fin 2017.
En mars 2019, Orano annonce reporter la mise en service de l'unité TDN fin 2022.